# Данцигски коридор
Данцигският коридор или още и Полският коридор (на немски: Danziger Korridor или на немски: Polnischer Korridor; на полски: Korytarz gdański) е термин използван между двете световни войни за означение на онази полска територия, която разделяла територията на Германия на две – Източна Прусия (като ексклав) от останалата компактна германска територия на запад, от която гранична с коридора била тази на Померания.
Коридорът е създаден по силата на Версайския договор с цел да обезпечи на Полша свободен излаз на Балтийско море и включвал част от територията на Поморското войводство. Средната ширина на коридора не надвишавала 200 км (в най-тясната и най-уязвима част - 30 км), като морския му излаз завършвал с тясна ивица на брега на Балтийско море с дължина 71 км. Въпреки това, поради постоянния германски натиск, Полша никога не получила пълен суверенитет при своя излаз на море в периода между двете световни войни, още повече, че съгласно Версайския договор, Германия също има правото да използва територията на коридора за свои си комуникационни цели с територията на Източна Прусия. От своя страна Германия блокирала военно по море тесния излаз на Полша на Балтика и по този начин полския коридор се превръща в постоянно огнище на напрежение. От 1938 г. Германия започва да предявява претенции към територията на свободния град Данциг, както и за суверенен контрол над територията на целия полски коридор.